# Eckhard Wirbelauer
Eckhard Wirbelauer (* 24. Dezember 1962 in Freiburg im Breisgau) ist ein deutscher Althistoriker.
Eckhard Wirbelauer studierte Alte Geschichte, Lateinische Philologie und Mittellateinische Philologie an der Albert-Ludwigs-Universität Freiburg. 1992 wurde er in Freiburg bei Hans-Joachim Gehrke mit der Dissertation Die Auseinandersetzungen um den römischen Episkopat in der Spätantike promoviert. Seit 1991 war er als wissenschaftlicher Mitarbeiter an der Universität Freiburg tätig, seit 1992 als wissenschaftlicher Assistent von Jochen Martin. 1998 wurde er mit der Schrift Kephallenia und Ithaka. Historisch-geographische und quellenkritische Untersuchungen zu zwei Inseln im Ionischen Meer habilitiert. Die Studie blieb unpubliziert. Danach war er in Freiburg Privatdozent und Hochschuldozent. 2004 wurde er Professor für Griechische Geschichte an der Université Marc Bloch de Strasbourg, 2007 für Römische Geschichte. 
Mit Hans-Joachim Gehrke leitete er den Teilbereich Römisch-imperiale und regionale Identitäten und ihr Wechselspiel im östlichen Imperium Romanum des Sonderforschungsbereiches 541 der Deutschen Forschungsgemeinschaft, Identitäten und Alteritäten. Die Funktion von Alterität für die Konstitution und Konstruktion von Identität in Freiburg. Für die Monumenta Germaniae Historica bearbeitet er die „Gesta Pontificum Romanorum“ Band 2. Er ist Mitherausgeber des Jahrbuches Saeculum. Wirbelauer engagiert sich für trinationale Studiengänge in der „Europäischen Konföderation der Oberrheinischen Universitäten (EUCOR)“.

## Schriften
- Zwei Päpste in Rom. Der Konflikt zwischen Laurentius und Symmachus (498–514). Studien und Texte. tuduv, München 1993, ISBN 3-88073-492-5 (Quellen und Forschungen zur antiken Welt, Bd. 16).
- mit Matthias Steinhart: Aus der Heimat des Odysseus. Reisende, Grabungen und Funde auf Ithaka und Kephallenia bis zum ausgehenden 19. Jahrhundert. von Zabern, Mainz 2002, ISBN 3-8053-2835-4 (Kulturgeschichte der Antiken Welt, Bd. 87).
- Herausgeber: Oldenbourg Geschichte-Lehrbuch. Antike. Oldenbourg, München 2004, ISBN 3-486-56663-6.
- Herausgeber: Die Freiburger philosophische Fakultät 1920–1960. Mitglieder – Strukturen – Vernetzungen. Alber, Freiburg, München 2006, ISBN 978-3-495-49604-6 (Freiburger Beiträge zur Wissenschafts- und Universitätsgeschichte. Neue Folge, Bd. 1).